# Orzechówko (Świętajno)
Orzechówko (deutsch Orzechowken, 1925–1945 Nußdorf) ist ein Dorf in der polnischen Woiwodschaft Ermland-Masuren, das zur Landgemeinde Świętajno (Schwentainen) im Powiat Olecki (Kreis Oletzko, 1933–1945 Kreis Treuburg) gehört.

## Lage
Orzechówko liegt in der östlichen Mitte der Woiwodschaft Ermland-Masuren, 10 km südwestlich der Kreisstadt Marggrabowa (1928–1945 Treuburg, polnisch Olecko).

## Geschichte
Das kleine und seinerzeit Siemonen genannte weit gestreute Dorf wurde 1555 gegründet. Weitere Namensformen sind: vor 1770 Orsechoffken, nach 1770 Groß Orzechowken, nach 1774 Klein Orzechowken und nach 1785 bis 1925 Orzechowken.
Am 27. Mai 1874 wurde der Ort Amtsdorf und damit namensgebend für den Amtsbezirk. Er bestand bis vor 1908 und gehörte zum Kreis Oletzko (1933–1945 Kreis Treuburg) im Regierungsbezirk Gumbinnen der preußischen Provinz Ostpreußen. Seine Aufgaben gingen danach an den Amtsbezirk Schwentainen (polnisch Świętajno) über.
Im Jahr 1910 waren in Orzechowken 386 Einwohner registriert. Bis 1933 verringerte sich die Zahl der Einwohner auf 363 und belief sich 1939 auf noch 334.
Nach dem sog. Friedensvertrag von Versailles stimmte die Bevölkerung im Abstimmungsgebiet Allenstein (zu dem Orzechowken gehörte) am 11. Juli 1920 über die weitere staatliche Zugehörigkeit zu Ostpreußen (und damit zu Deutschland) oder den Anschluss an Polen ab. In Orzechowken stimmten 270 Einwohner für den Verbleib bei Ostpreußen, auf Polen entfiel keine Stimme.
Am 24. Juni 1925 wurde das Dorf in „Nußdorf“ umbenannt.
In Kriegsfolge wurde der Ort 1945 mit dem gesamten südlichen Ostpreußen nach Polen überstellt und erhielt die polnische Namensform „Orzechówko“. Heute ist das Dorf Sitz eines Schulzenamtes (polnisch sołectwo) und somit einer Ortschaft im Verbund der Landgemeinde Świętajno (Schwentainen) im Powiat Olecki (Kreis Oletzko, 1933 bis 1945 Kreis Treuburg), vor 1998 der Woiwodschaft Suwałki, seither der Woiwodschaft Ermland-Masuren zugehörig.

## Amtsbezirk Orzechowken
Von 1874 bis zu seiner Auflösung vor 1908 bestand der Amtsbezirk Orzechowken. Ihm waren als Ortschaften zugeordnet:
| Name                       | Polnischer Name    |
| -------------------------- | ------------------ |
| Dudki 1938–1945: Sargensee | Dudki              |
| Giesen                     | Giże               |
| Orzechowken                | (ab 1925:) Nußdorf |

Nach Auflösung des Amtsbezirks wurden die drei Orte in den Amtsbezirk Schwentainen (polnisch Świętajno) umgegliedert.

## Religionen
Bis 1945 war Orzechowken in die evangelische Kirche Schwentainen (Kreis Oletzko) in der Kirchenprovinz Ostpreußen der Kirche der Altpreußischen Union und in die katholische Pfarrkirche Marggrabowa (Treuburg) im Bistum Ermland eingepfarrt.
Heute gehört Orzechówko zur evangelischen Kirchengemeinde Wydminy (Widminnen), einer Filialgemeinde der Pfarrei Giżycko (Lötzen) in der Diözese Masuren der Evangelisch-Augsburgischen Kirche in Polen bzw. zur katholischen Pfarrei Świętajno im Bistum Ełk (Lyck) der Römisch-katholischen Kirche in Polen.

## Verkehr
Orzechówko liegt südlich der Woiwodschaftsstraße DW 655 an einer Nebenstraße, die Świętajno mit Giże (b. Olecko) mit Giże (b. Świętajno) verbindet.

## Söhne und Töchter des Dorfes
- Oskar Bandilla (1906–1966), Frauenarzt in Hamburg, 1948 Chef im Tabea